# Григор Мацин
Григор Костов Мацин е български революционер, Ботев четник.

## Биография
Мацин е роден в разложкото село Добринища, тогава в Османската империя, днес в България. Млад емигрира в Румъния и влиза в средите на революционната емиграция и кръга на Христо Ботев. След избухването на Априлското въстание постъпва в неговата чета. След разгрома на четата успява да се прехвърли в Сърбия. Става четник при Филип Тотю и участва в Сръбско-турската война като доброволец. През войната попада в плен и е заточен в Екгюр, Мала Азия. Амнистиран е в 1878 година след Санстефанския договор. Заселва се в ловешкото село Умаревци. При избухването на Сръбско-българската война в 1885 година е доброволец в Българската армия.
В 1912 година при избухването на Балканската война 20-годишният Никола Г. Мацин от Добринища е доброволец в Македоно-одринското опълчение.
Умира в 1898 година в София.

## Памет
В Добринище, в парка пред балнеосанаториума, е поставен паметник на Григор Мацин и Христо Лазаров – невисока неправилна пирамида от бетон с мозайка, лежаща на двустъпна основа. На лицевата ѝ страна е монтирана мраморна паметна плоча. Наоколо е оформена малка градинка, оградена с бетонен перваз и декоративна ограда.